# هفده‌ضلعی
| هفده‌ضلعی منتظم                       | هفده‌ضلعی منتظم                                              |
| ------------------------------------ | ----------------------------------------------------------- |
| یک هفده‌ضلعی منتظم                    |                                                             |
| اضلاع و رأس‌ها                        | ۱۷                                                          |
| نماد اشلفلی                          | {۱۷}                                                        |
| مساحت (با طول ضلع {\displaystyle a}) | {\displaystyle {\frac {17}{4}}a^{2}\cot {\frac {\pi }{17}}} |
| زاویه داخلی (درجه)                   | {\displaystyle \approx 158.82}                              |

در هندسه، هفده‌ضلعی (به انگلیسی: Heptadecagon)، یک چندضلعی با هفده ضلع است.

## هفده‌ضلعی منتظم
یک هفده‌ضلعی منتظم دارای ضلع‌ها و زاویه‌های داخلی برابر است. اندازهٔ زاویه‌های داخلی هر رأس آن، حدود ۱۵۸٫۸ درجه بوده و مساحت آن با استفاده از رابطهٔ زیر محاسبه می‌شود:
{\displaystyle A={\frac {17}{4}}a^{2}\cot {\frac {\pi }{17}}\simeq 22.7355\,a^{2}}

## ترسیم هفده‌ضلعی منتظم
یک هفده‌ضلعی منتظم با استفاده از خط‌کش غیرمدرج و پرگار قابل ترسیم است. این موضوع در سال ۱۷۹۶ توسط کارل فریدریش گاوس ۱۹ ساله اثبات شد. این اثبات، نخستین پیشرفت در ترسیم چندضلعی‌های منتظم پس از بیش از ۲۰۰۰ سال بود.
اثبات گاوس، بر اساس این حقیقت بود که اولاً قابل ترسیم‌بودن، معادل است با قابل بیان بودن تابع‌های مثلثاتی زاویهٔ مشترک بر اساس عمل‌گرهای حسابی و ریشه دوم، و دوم اینکه این کار قابل انجام است اگر توان‌های اول فرد n اعداد اول فرمای متفاوتی (به فرم {\displaystyle \scriptstyle F_{n}=2^{2^{\overset {n}{}}}+1}) باشند.
بنابراین، ترسیم یک هفده‌ضلعی منتظم، شامل یافتن کسینوس {\displaystyle 2\pi /17} بر حسب ریشه دوم است. گاوس در کتاب بررسی‌های حسابی (Disquisitiones Arithmeticae) خود، این رابطه را به این صورت استخراج کرده‌است:
{\displaystyle {\begin{aligned}16\,\operatorname {cos} {2\pi  \over 17}=&-1+{\sqrt {17}}+{\sqrt {34-2{\sqrt {17}}}}+\\&2{\sqrt {17+3{\sqrt {17}}-{\sqrt {34-2{\sqrt {17}}}}-2{\sqrt {34+2{\sqrt {17}}}}}}.\end{aligned}}}
ترسیم چندضلعی‌های منتظم با 2h ضلع، توسط اقلیدس شناخته شده بود، ولی ترسیم بر اساس اعداد فرما (به‌جز ۳ و ۵) در ریاضیات باستان ناشناخته بود.
نخستین ترسیم صریح از هفده‌ضلعی در سال ۱۸۲۵ توسط یوهان ارشینگر انجام گرفت. یک روش دیگر بر اساس استفاده از دایره‌های کارلایل به‌صورت زیر است. بر اساس ترسیم یک هفده‌ضلعی منتظم، می‌توان به‌راحتی n-ضلعی‌هایی با n به‌صورت حاصل‌ضرب ۱۷ در ۳ یا ۵ (و یا هر دو) و هر توان ۲ (مثلاً ۵۱-ضلعی، ۸۵-ضلعی، یا ۲۵۵-ضلعی) ترسیم کرد.